# 孔雀山站
孔雀山站是位于内蒙古自治区科尔沁右翼中旗孔雀山的一个铁路车站，邮政编码29406。车站建于1980年，有通霍铁路经过该站，现不办理客货运业务，车站及上下行区间均未电气化。车站距离通辽站192公里，隶属沈阳铁路局，是五等站。